# Villarrodrigo
Villarrodrigo é um município da Espanha na província de Jaén, comunidade autónoma da Andaluzia, de área 78,00 km² com população de 535 habitantes (2004) e densidade populacional de 6,86 hab/km².

## Demografia
| Variação demográfica do município entre 1991 e 2004 | Variação demográfica do município entre 1991 e 2004 | Variação demográfica do município entre 1991 e 2004 | Variação demográfica do município entre 1991 e 2004 |
| --------------------------------------------------- | --------------------------------------------------- | --------------------------------------------------- | --------------------------------------------------- |
| 1991                                                | 1996                                                | 2001                                                | 2004                                                |
| 737                                                 | 617                                                 | 609                                                 | 535                                                 |